# 27959 Fagioli
27959 Fagioli este un asteroid din centura principală de asteroizi.

## Descriere
27959 Fagioli este un asteroid din centura principală de asteroizi. A fost descoperit pe 19 septembrie 1997 la San Marcello Pistoiese de Luciano Tesi. El prezintă o orbită caracterizată de o semiaxă mare de 2,35 ua, o excentricitate de 0,06 și o înclinație de 6,6° în raport cu ecliptica.